# 伊德里斯·代比
伊德里斯·德比·伊特诺（法語：Idriss Déby Itno，1952年6月18日—2021年4月20日），查德已故前總統。

## 生平
代比為乍得札加瓦人部落頭目之子。在接受基礎教育後，前往法國深造。1976年返回乍得後，即擔任該國軍隊與政府要員。
他與乍得前總統侯賽因·哈布雷有長達一生的恩怨鬥爭，兩人早期於查德國家解放陣線是戰友，在叛將馬盧姆推翻查德國父托姆巴巴耶後，國家解放陣線又在推翻馬盧姆的戰役中擔任內應，之後政府解體全國混亂時期利比亞軍隊介入意圖併吞乍得，1982年代比升任軍隊總司令勉強守住南方，之後等到了美法兩國的支持增援，並在1987年擊退利比亞軍隊。但之後短暫的全國穩定時期美法支持的哈布雷與其前任馬盧姆並無差別也是利用屠殺異族方式鞏固權力。
1990年11月，他在發動軍事政變之後成立愛國拯救運動黨奪取政權，並於隔年3月4日自任總統。1996年首度透過選舉當選總統，2001年再度當選連任。2006年第三度當選連任，但因前一年透過公投通過修憲取消總統任期限制而引發爭議。德比總統違反與世界銀行訂立的契約，挪用世界銀行出資興建的輸油管收益，實現個人的政治利益。德比總統2011年、2016年、2021年仍以絕對優勢當選连任。
2018年4月30日，乍得国民议会不顾反对党的强烈反对，通过了新宪法文本。5月4日，乍得总统伊德里斯·代比颁布了宪法，扩大了总统的权力，取消了总理职位。新宪法规定，总统任期六年，可以连任一次。代比在2021年本届总统任期届满后，理论上还可以担任两届总统，直到2033年。
2021年4月11日，代比在2021年乍得总统选举中以79.3%的得票率第六度赢得总统任期，然而这一结果迅速引发了乍得北部叛乱；4月20日，查德軍方宣布代比在新任期的第二天视察北部平叛情况時受傷身亡，終年68歲。随后，其子乍得军队少将穆罕默德·代比开始代行国家元首的职权。